# Luzein (krets)
Luzein är en krets i distriktet Prättigau-Davos i den schweiziska kantonen Graubünden. Den ligger mitt i dalen Prättigau.
Kretsen bildades 1851 som en efterföljare till tingslaget Castels-Luzein som i sin tur bildades 1662. Då delades tingslaget Castels, ett tidigare slottslän som 1436 anslutits till Zehngerichtenbund och därmed kommit att dela historia med nuvarande Graubünden, i två tingslag: Castels-Luzein norr om floden Landquart, och Castels-Jenaz (nuvarande kretsen Jenaz) söder om densamma. Delar av den nuvarande kommunen Sankt Antönien (Ascharina och Rüti) hörde före 1851 dock till tingslaget Klosters-Ausserschnitz (nuvarande kretsen Küblis).
Under 1400- och 1500-talet skedde en stor inflyttning av walsertyskar, vilket medförde att det rätoromanska språket trängdes undan till förmån för tyska. Kyrkorna blev reformerta under åren 1520- och 1530-talen.

## Indelning
Luzein är indelat i två kommuner:
| Krets Luzein   | Krets Luzein   | Krets Luzein        | Krets Luzein |
| Vapen          | Kommun         | Invånare 2012-12-31 | Yta i km²    |
| -------------- | -------------- | ------------------- | ------------ |
| Luzein         | Luzein         | 1 206               | 31,60        |
| Sankt Antönien | Sankt Antönien | 358                 | 52,28        |